# 希布甘杰乌帕齐拉 (诺瓦布甘杰县)
希布甘杰是孟加拉国的一个乌帕齐拉，位于拉傑沙希專區的诺瓦布甘杰县。

## 地理
希布甘杰乌帕齐拉的坐标为24°41′00″N 88°10′00″E / 24.6833°N 88.1667°E，总面积为525.43平方公里。

## 人口
据1991年孟加拉国人口普查，希布甘杰乌帕齐拉共有67009户人家，总计422374人口，其中男性占比51.25%，女性占比48.75%，成年人口为203072。该地七岁以上人口之平均识字率为21.1%，低于全国平均水平（32.4%）。